# Тетрафторид серы
Тетрафтори́д се́ры (фторид серы(IV)) — неорганическое соединение с формулой SF4, бесцветный газ, реагирует с водой.

## Получение
- Действие хлора под давлением на смесь серы и фторида натрия:

{\displaystyle {\mathsf {S+4NaF+2Cl_{2}\ {\xrightarrow {p,200-300^{o}C}}\ SF_{4}+4NaCl}}}
- Действие трифторида кобальта на серу:

{\displaystyle {\mathsf {S+4CoF_{3}\ {\xrightarrow {350-400^{o}C}}\ SF_{4}+4CoF_{2}}}}
- Разложение дифторида дисеры:

{\displaystyle {\mathsf {2S_{2}F_{2}\ {\xrightarrow {180^{o}C}}\ SF_{4}+3S}}}
- Действие дихлорида серы на фторид натрия:

{\displaystyle {\mathsf {3SCl_{2}+4NaF\ {\xrightarrow {70^{o}C}}\ SF_{4}+S_{2}Cl_{2}+4NaCl}}}

## Физические свойства
Тетрафторид серы — бесцветный газ, термически устойчив до 700 °С.
Растворяется в жидком фтористом водороде и бензоле.

## Химические свойства
- Разлагается при сильном нагревании:

{\displaystyle {\mathsf {3SF_{4}\ {\xrightarrow {600-700^{o}C}}\ 2SF_{6}+S}}}
- Реагирует с влагой из воздуха:

{\displaystyle {\mathsf {SF_{4}+H_{2}O\ {\xrightarrow {-40^{o}C}}\ SOF_{2}+2HF}}}
- Реагирует с водой:

{\displaystyle {\mathsf {SF_{4}+2H_{2}O\ {\xrightarrow {}}\ SO_{2}+4HF}}}
- Реагирует с горячей азотной кислотой:

{\displaystyle {\mathsf {SF_{4}+2HNO_{3}+2H_{2}O\ {\xrightarrow {90^{o}C}}\ H_{2}SO_{4}+2NO_{2}\uparrow +4HF\uparrow }}}
- Реагирует с щелочами:

{\displaystyle {\mathsf {SF_{4}+6NaOH\ {\xrightarrow {}}\ Na_{2}SO_{3}+4NaF+3H_{2}O}}}
- При повышенном давлении и катализаторе реагирует с кислородом:

{\displaystyle {\mathsf {2SF_{4}+O_{2}\ {\xrightarrow {NO_{2},200^{o}C}}\ 2SOF_{4}}}}

## Применение
С помощью тетрафторида серы производят фторирование различных соединений: он способен замещать фтором группу OH в спиртах, кислород в группе CO альдегидов, кислот, кетонов и даже замещать атом кислорода и группу OH в карбоксильной группе тремя атомами фтора:284 .

## Безопасность
Тетрафторид серы очень ядовит. Реагируя со влагой воздуха, он образует пары фтористого водорода, глубоко поражающего живые ткани, а также сернистый газ. SF4 даже в малых количествах сильно раздражает глаза и слизистые мембраны, оказывает отравляющее действие при вдыхании. Поражает лёгкие, верхнюю часть пищеварительного тракта, кожу. 